# Furthbach (Moosach)
Der Furthbach ist ein rechter ca. 1,0 km langer Bach im Gemeindegebiet von Eching. Er gehört zum Flusssystem der Isar.
Der recht kurze Bach unterquert die A92 und mündet bei Fischteichen von rechts in die Moosach.